# Nationaal park Makgadikgadi Pans
Het nationaal park Makgadikgadi Pans is een nationaal park in Botswana. Het park ligt net ten zuiden van het nationaal park Nxai Pan en vormt zo een aaneengesloten beschermd natuurgebied. Het nationale park maakt deel uit van de Makgadikgadizoutvlaktes, die zijn ontstaan na het opdrogen van het Makgadikgadimeer ongeveer 10.000 jaar geleden. Makgadikgadi betekent “uitgestrekt levenloos land”. Het park is onderdeel van het Kavango-Zambezi Transfrontier Conservation Area.

## Geschiedenis
Het gebied is nooit bewoond geweest vanwege het gebrek aan water. Naburige nederzettingen kregen toestemming van de staat om hun vee in de randgebieden te laten grazen. In 1970 werd een deel van het huidige nationale park tot wildreservaat uitgeroepen. In 1992 werd het gebied noordwaarts uitgebreid tot 4.877 km² en uitgeroepen tot nationaal park.
In 1992 werd ook begonnen met het afdammen van de Boteti voor de Orapa-diamantmijn, de grootste diamantmijn ter wereld. Als gevolg hiervan stroomt er steeds minder water naar de zoutpannen in het gebied. In 2006 startte de Kalahari Conservation Society samen met het Department of Wildlife and National Parks een project om de bestaande vier waterpunten voor dieren langs de Boteti uit te breiden met nog eens negen waterpunten.

## Landschap
Het nationaal park Makgadikgadi Pans maakt deel uit van de Makgadikgadizoutvlaktes, dat meer dan 16.000 km² beslaat en ook het nationaal park Nxai Pan omvat. Andere zoutvlaktes in het gebied zijn de Kudiakam Pan, Kgama Pan, de Ntwetwe Pan en de Sowa Pan. De zoutpannen zijn de overblijfselen van een groot binnenmeer, het Makgadikgadimeer. In jaren met hevige regenval kunnen de zoutpannen tijdelijk weer vollopen met water.

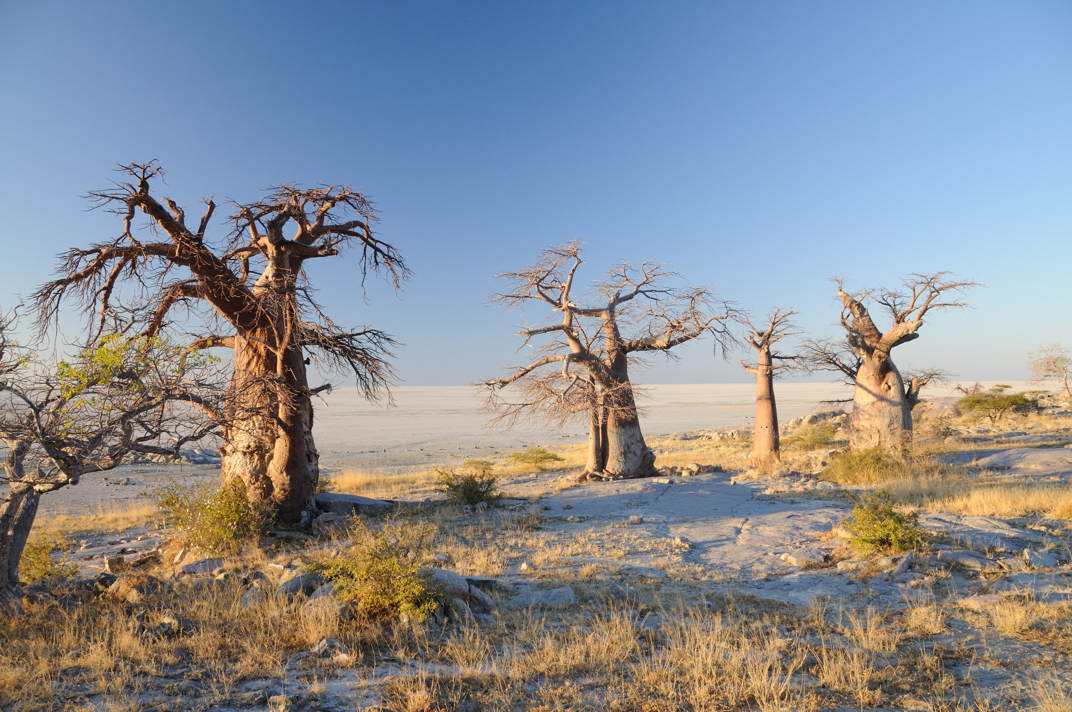
Kubu Island in de Makgadikgadizoutvlaktes

Het nationale park ligt aan de noordoostelijke rand van de Kalahari op een hoogte van 900 meter. In het zuidwesten van de Sowa Pan, net buiten het nationale park, ligt Kubu Island, een granieten rots met historische overblijfselen van nederzettingen. Kubu Island is uitgeroepen tot nationaal monument en wordt mede beheerd door het nationale park.

## Flora en fauna
Buiten de zoutpannen wordt het nationale park gekenmerkt door graslanden van een typische droge savanne en verspreid struikgewas, evenals unieke palmbossen langs de Boteti. Er tussen groeien verspreide baobabs en kameeldoorn.
Langs de Boteti leven savanneolifanten, zebra's en, in sommige waterpoelen met voldoende water bij de rivier ook nijlpaarden. Het grootste deel van het nationale park heeft alleen een aanzienlijk aantal dieren tijdens het regenseizoen, wanneer de zoutpannen gevuld zijn met water, en staat dan bekend om zijn gevarieerde vogelleven. Veel dieren migreren ook van de Okavangodelta via het Nxai Pan National Park naar het gebied van het nationale park tijdens het regenseizoen.

### Important Bird Area
De Makgadikgadizoutvlaktes en het park zijn aangewezen als Important Bird Area door BirdLife International vanwege het belang voor significante populaties van flamingo, kleine flamingo, bont zandhoen, lelkraanvogel, Afrikaanse lepelaar, roze pelikaan, kluut, Kaapse plevier, steppevorkstaartplevier, gebandeerde savannezanger, grote glansspreeuw en kalahariwaaierstaart.

## Klimaat
In de zomer (december tot maart) is het heet en is de luchtvochtigheid relatief hoog vanwege het regenseizoen. In de winter is het klimaat droog en mild. Tijdens de winternachten daalt de temperatuur vaak tot onder het vriespunt.

## Infrastructuur en toerisme
Zoals in de meeste nationale parken in Botswana is de infrastructuur voor toerisme in het nationale park slecht ontwikkeld. Wie niet zelf met een tent of camper op pad gaat, kan het nationale park alleen bezoeken tijdens georganiseerde tochten. Het park is het hele jaar door geopend.
De toegangsweg naar de ingang van het park takt af van de Maun-Nata weg naar het zuiden na 160 kilometer van Maun en 45 kilometer voor Gweta. De ingang van het park wordt bereikt na acht kilometer gravelweg. Er zijn geen verharde wegen in het park. Sommige paden zijn zanderig en alleen geschikt voor terreinwagens. Na zware regenval zijn grote delen van het nationale park onbegaanbaar.
Er is geen verstevigde accommodatie in het hele nationale park en zoals in alle nationale parken in Botswana, zijn er slechts twee, niet-omheinde, campings: een bij Njuca Hills, 26 kilometer ten zuiden van de ingang van het park, en Kumaga Camp bij Boteti, 48 kilometer ten zuidwesten van de ingang van het park. Kamperen is ook mogelijk op Kubu Island.

## Galerij

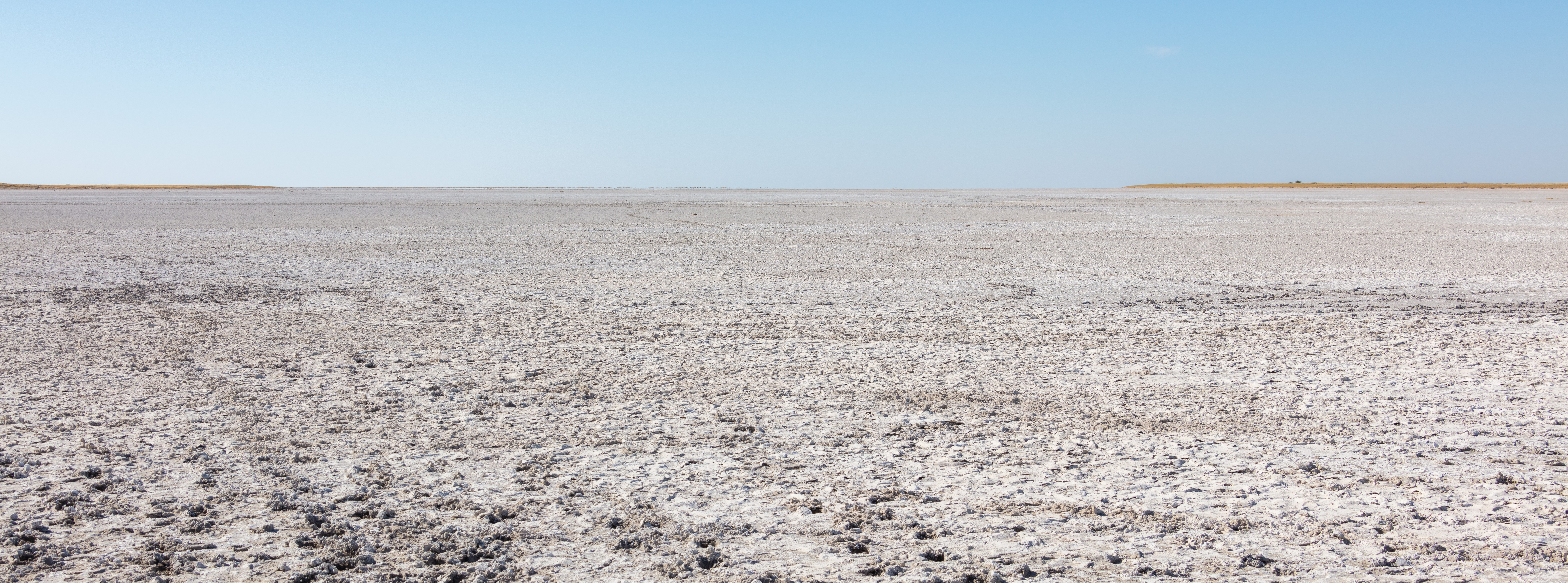
Makgadikgadizoutvlaktes
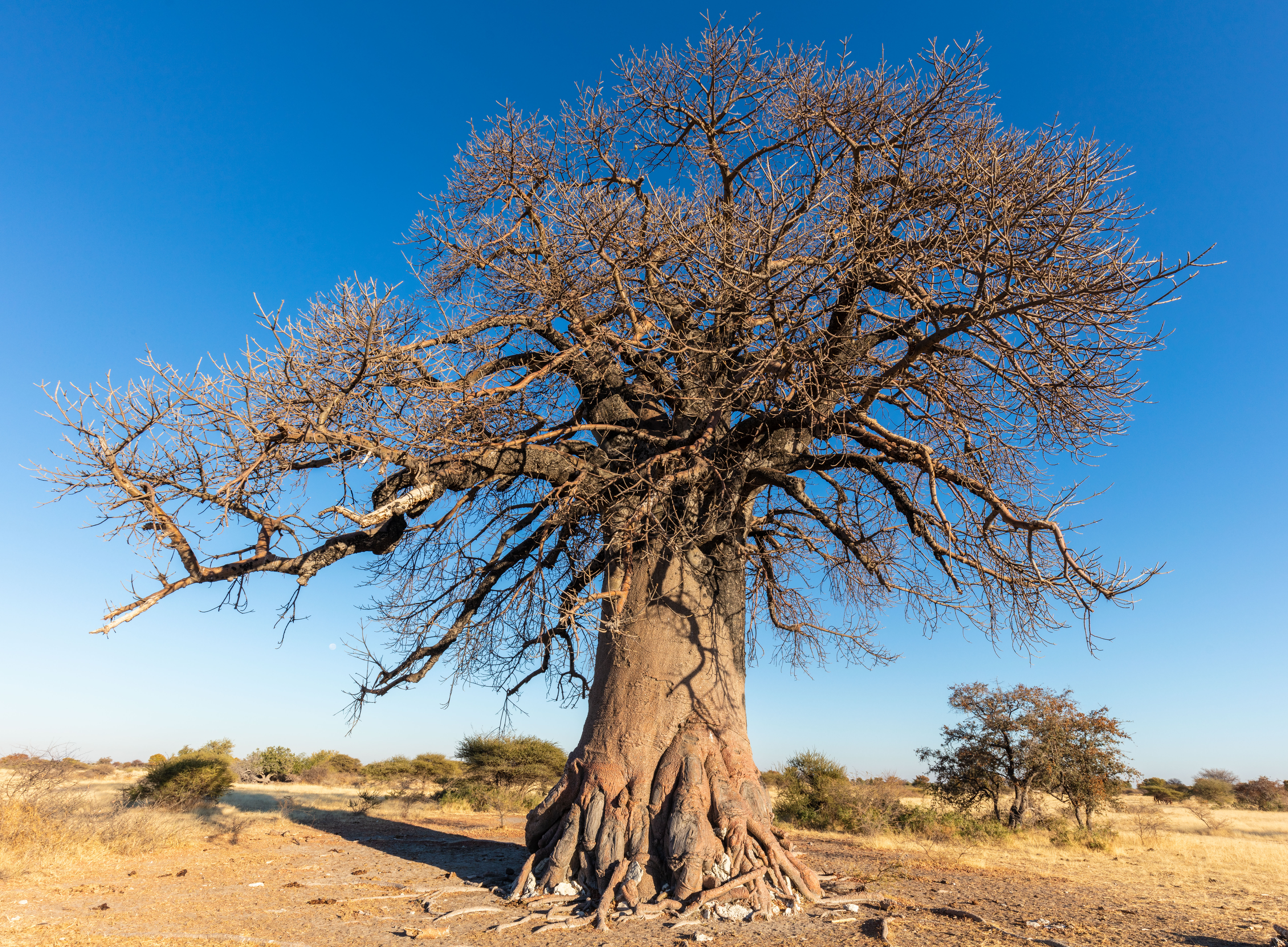
Baobab
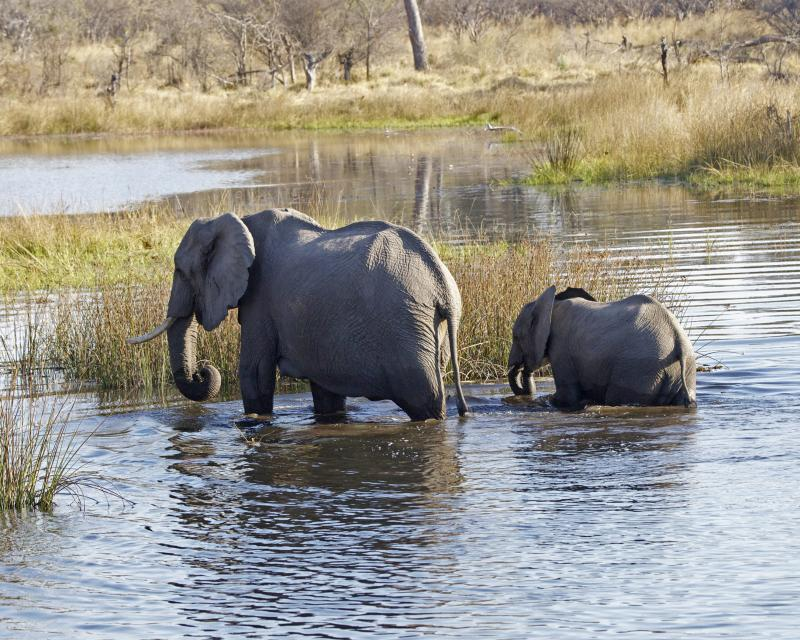
Savanneolifant
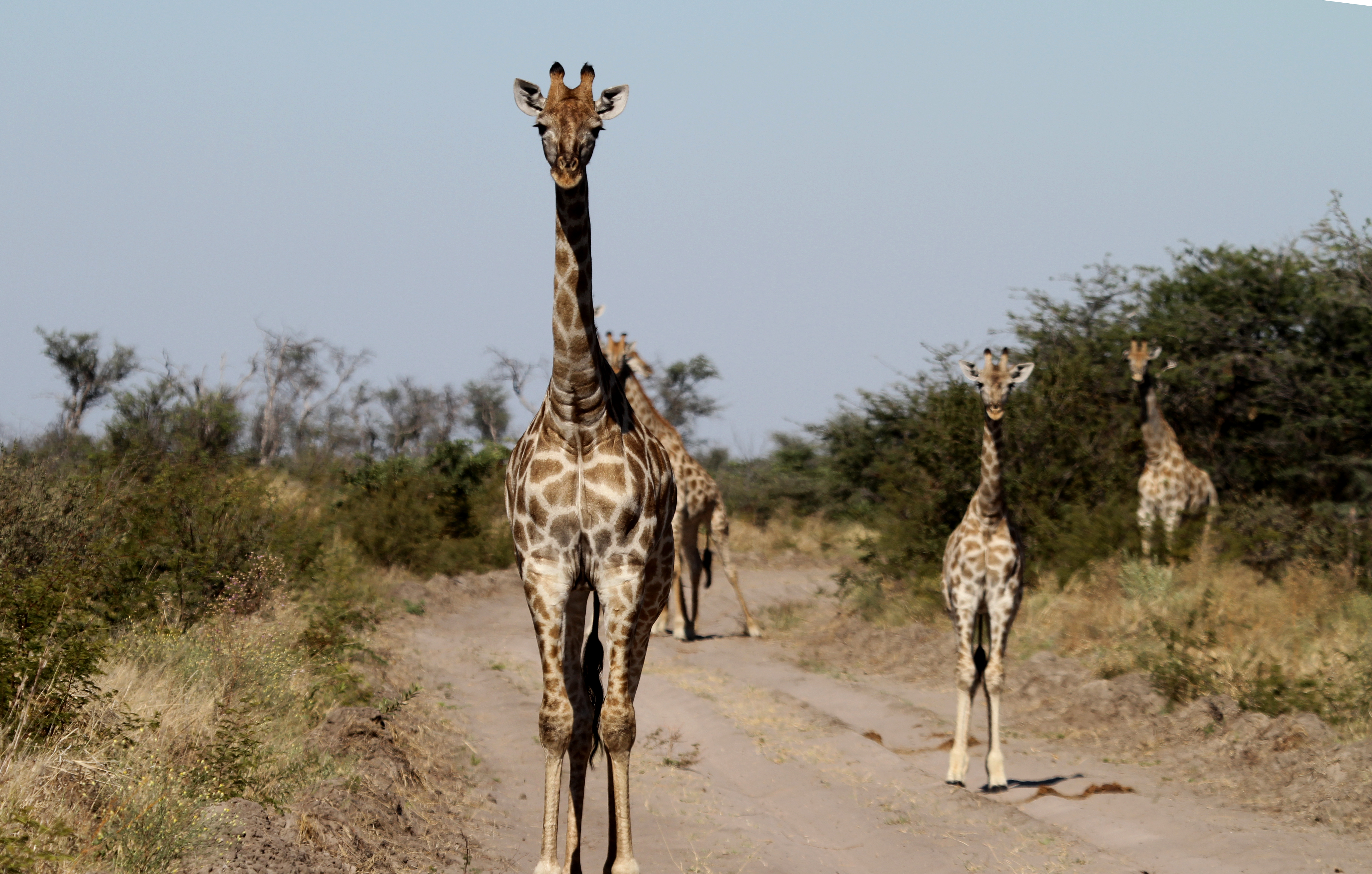
Giraffen
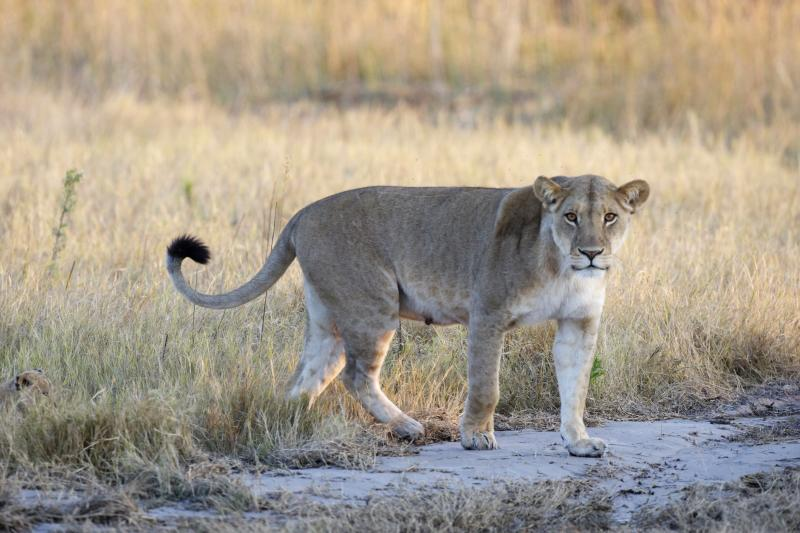
Leeuw
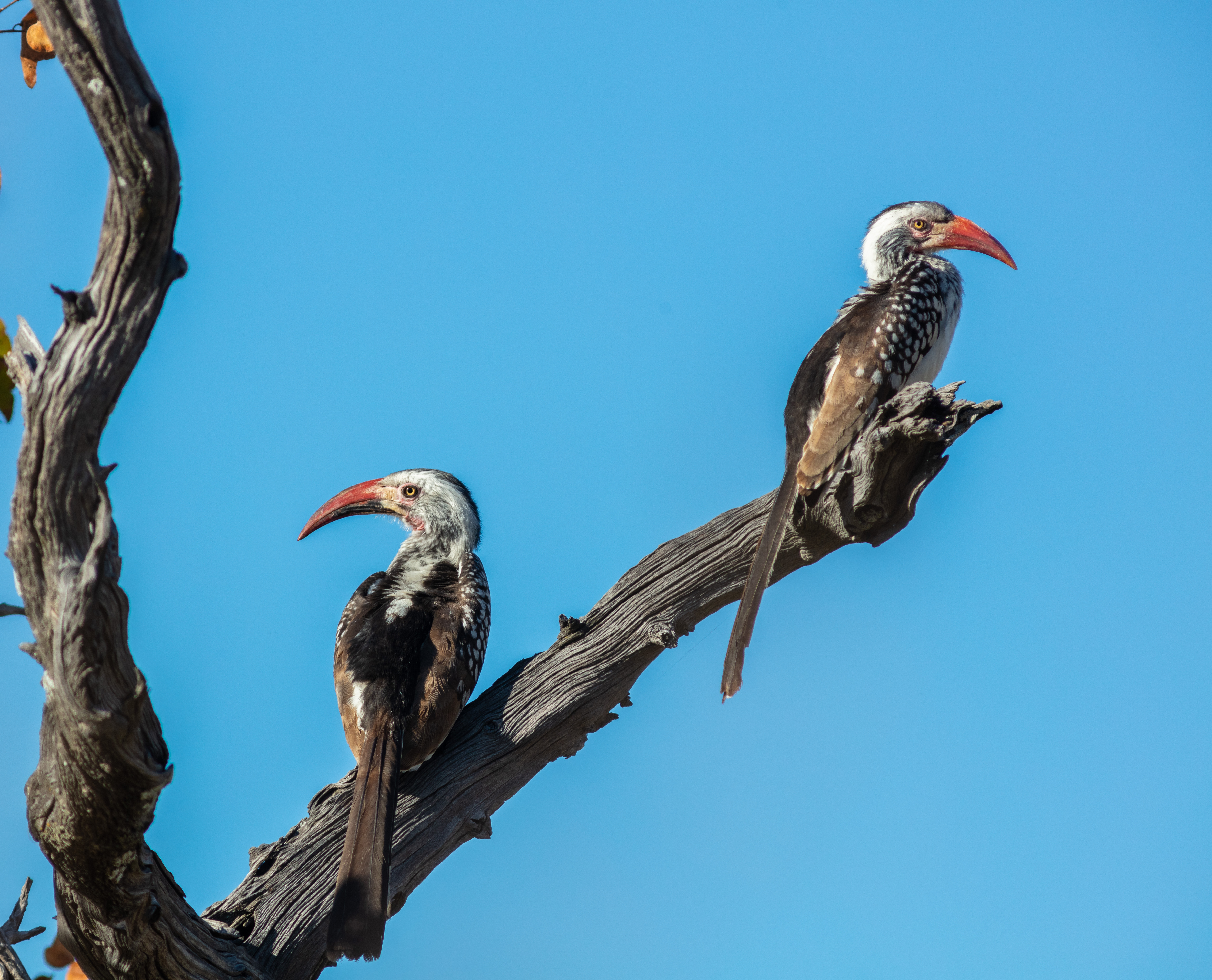
Zuidelijke roodsnaveltok
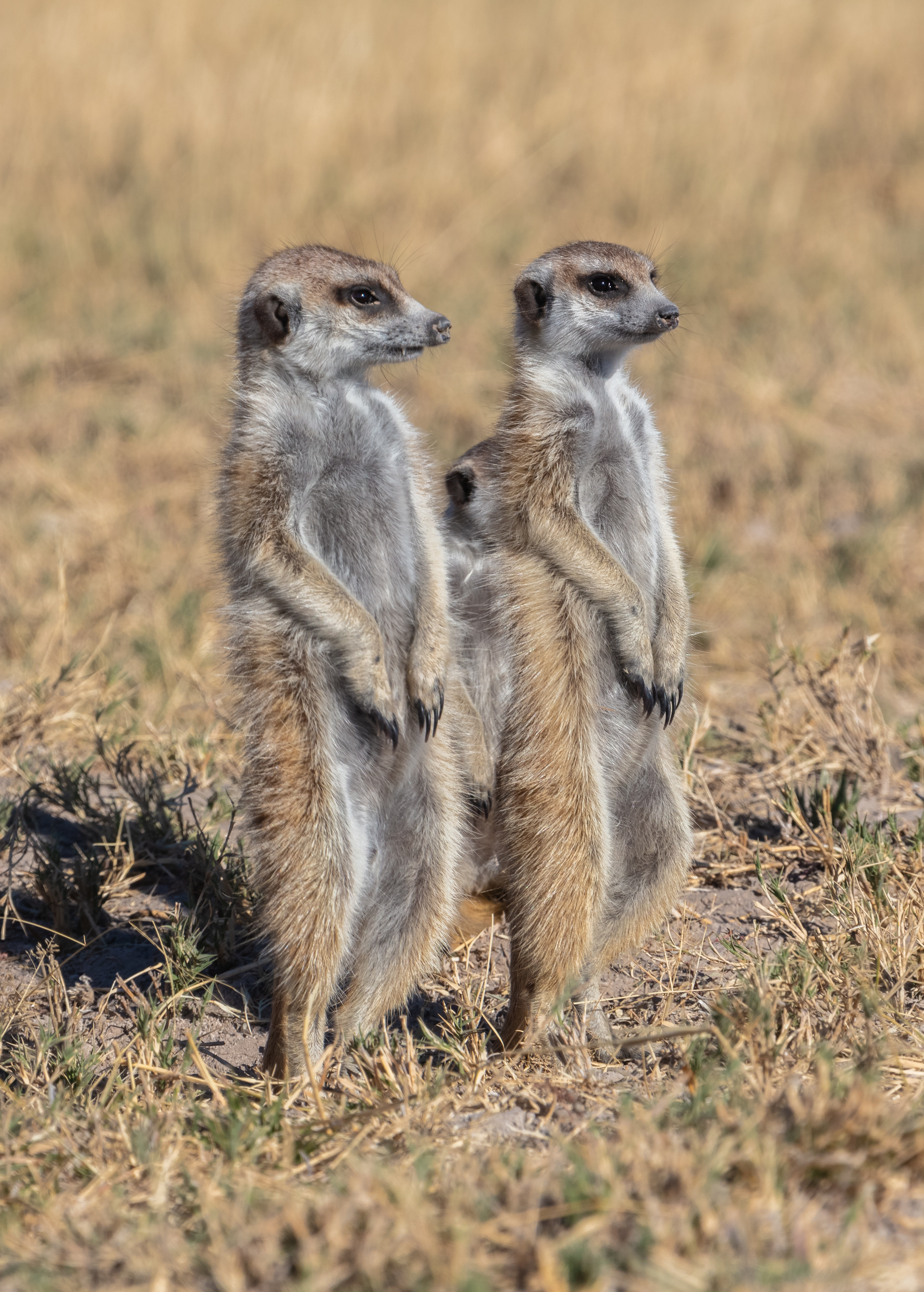
Stokstaartje